# سیاه‌سنگ
گردنه سیاه‌سنگ با ارتفاع ۲۹۸۵ متر در رشته کوه البرز  در مسیر جاده رویان به بلده قرار دارد. ارتفاع این منطقه به اندازه‌ای است که می‌شود نوک قله دماوند را از روی آن مشاهده نمود. این منطقه از نظر طبیعی جز مناطق بکر و دست نخورده می‌باشد. سنگ‌های این منطقه عموماً به رنگ سیاه بوده و علت نام‌گذاری آن به همین علت است.
مسیر رویان به گردنه ۲۹۴۰ متری قُرق می‌رسد و پس از عبور از این گردنه و گردنه سیاه‌سنگ به ارتفاع ۲۹۸۵ متر به سمت رویان سرازیر می‌شود که پس از مدتی به آبشار آب‌پری که در کنار جاده واقع است، می‌رسد که البته آب آن بستگی به فصل و میزان بارندگی دارد. ادامه همین راه به جنگل رویان در منطقه گلندرود که در ۶ کیلومتری شمال این شهر قرار دارد، می رسد.
در این منطقه، در زمان بوران و برف گردنه‌های سیاه‌سنگ، لاوش، ترک وش، ایوالش مسدود می‌شوند.